# Juhani Kärkinen
Juhani Tapio Antero Kärkinen (* 28. Oktober 1935 in Kotka; † 29. August 2019) war ein finnischer Skispringer. Er sprang für Lahden Hiihtoseura, den Verein der Stadt Lahti.

## Werdegang
Kärkinen gewann bei der Nordischen Skiweltmeisterschaft 1958 in seiner Heimatstadt Lahti die Goldmedaille, bei den Olympischen Winterspielen 1960 in Squaw Valley wurde er Achter. Bei der Vierschanzentournee 1960/61 gewann er das Auftaktspringen in Oberstdorf und wurde letztlich in der Gesamtwertung Fünfter. Der Sieg in Oberstdorf war neben dem Gewinn der Goldmedaille 1958 sein einziger Sieg bei einem internationalen Springen.
Kärkinen war 1958, 1959 und 1961 finnischer Meister.